# Jerzykowscy herbu Ostoja

Herb Ostoja, wersja średniowieczna

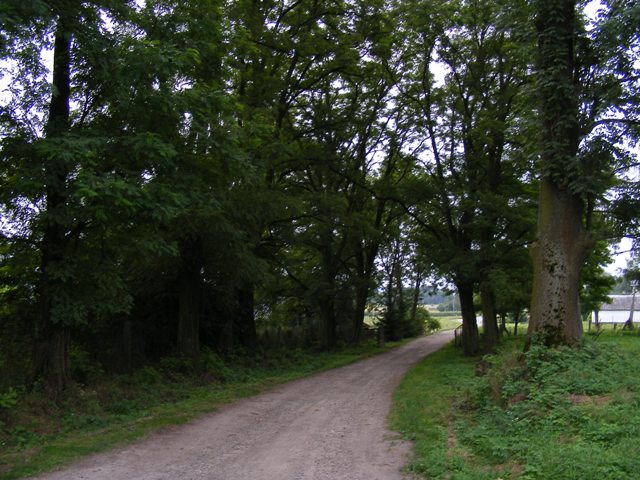
Aleja prowadząca niegdyś do dworu Jasiony w Błażkowej, majątku należącym do Irzykowskich

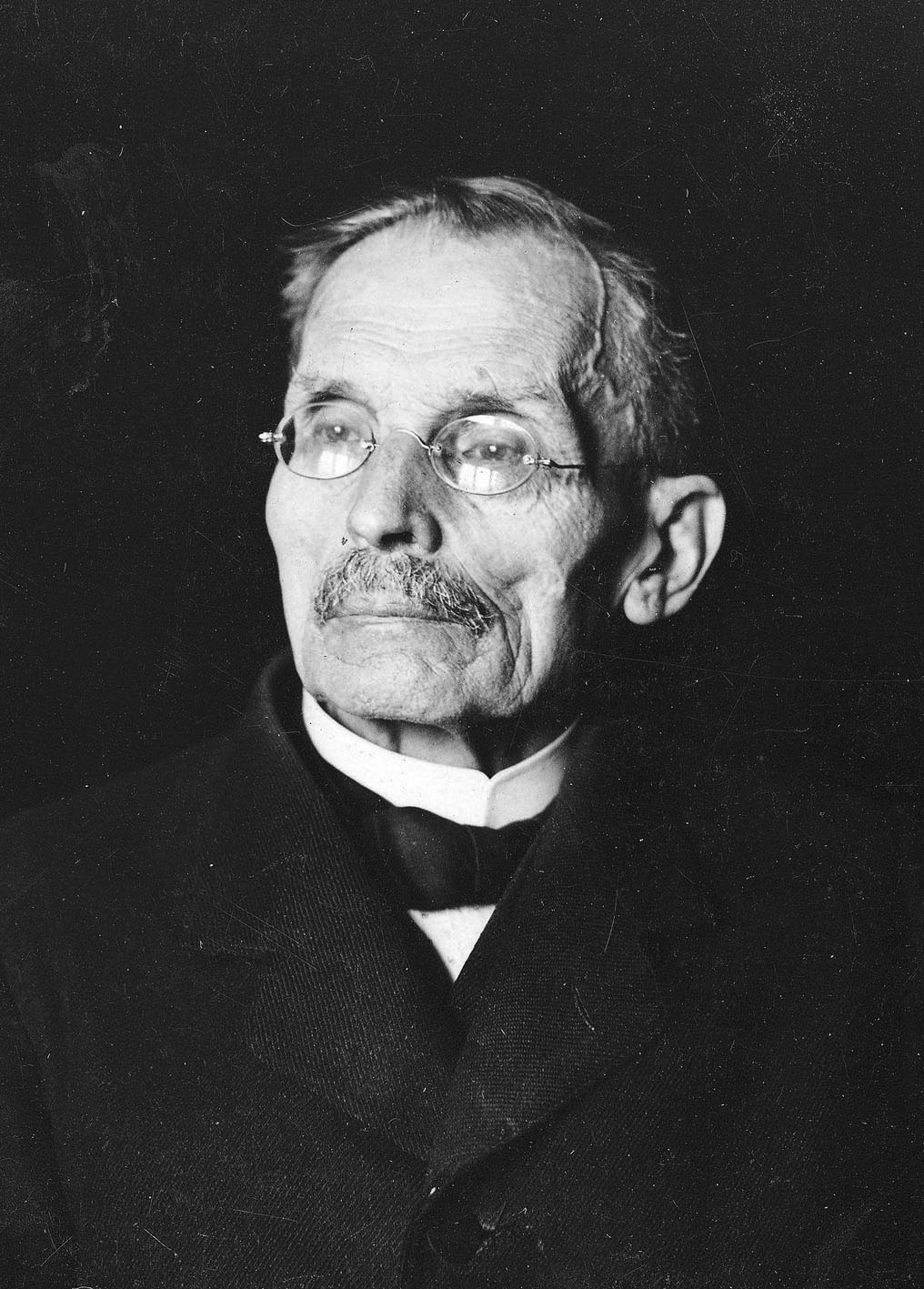
Stanisław Jerzykowski (1847-1927), wybitny lekarz

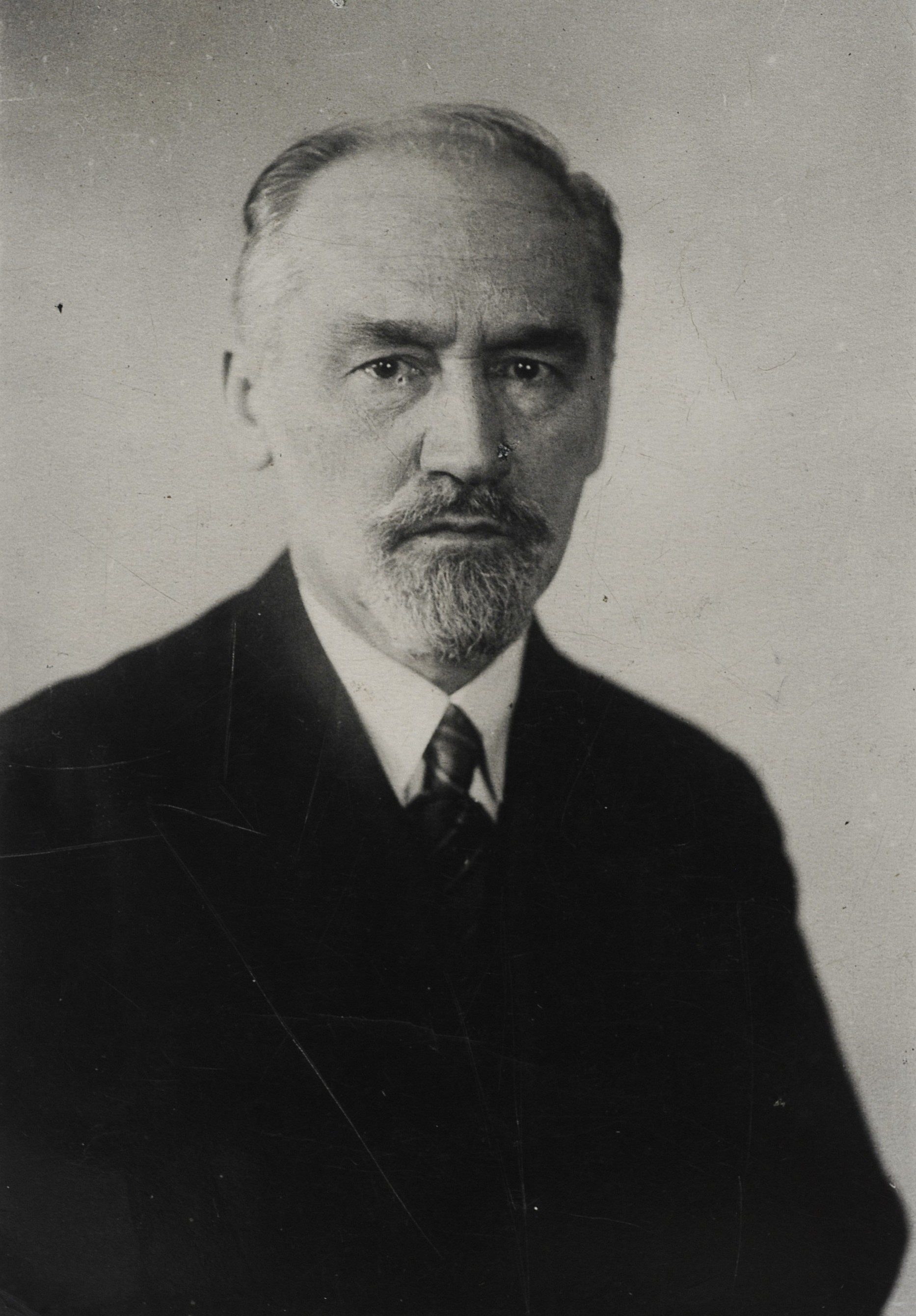
Karol Irzykowski (1873-1944), wybitny literat

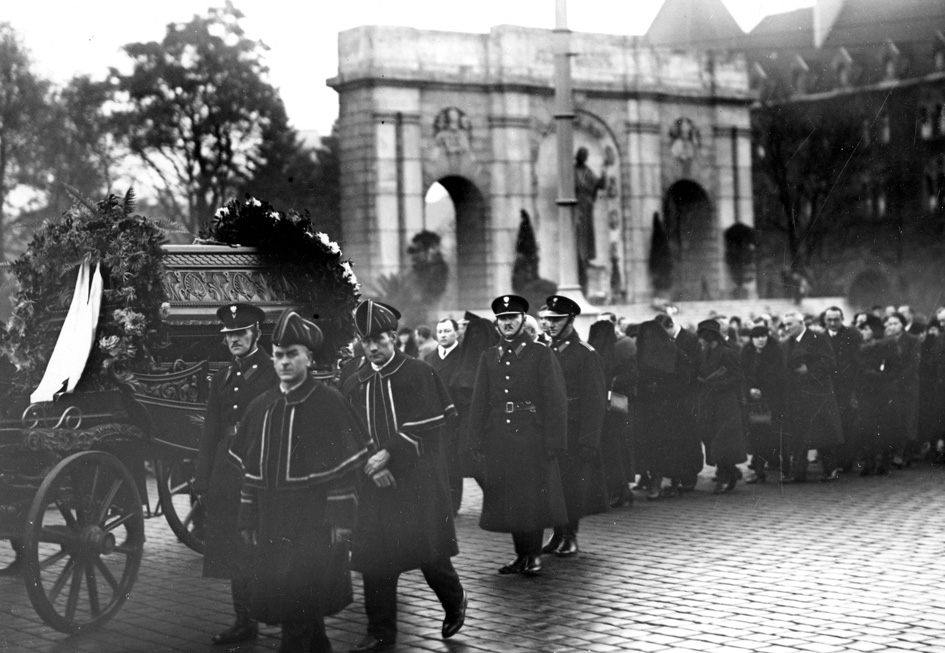
Pogrzeb Zbigniewa Jerzykowskiego, starosty poznańskiego w 1937 r.

Jerzykowscy herbu Ostoja, znani również jako Jurzykowscy i Irzykowscy – polski ród szlachecki, należący do heraldycznego rodu Ostojów (Mościców). Jerzykowscy swoje nazwisko wzięli od wsi Jurzykowo (obecnie Jerzykowo koło Pobiedzisk), położonej w dawnym pow. gnieźnieńskim województwa poznańskiego. Jerzykowscy zostali wspomnieni w herbarzu Bartosza Paprockiego. Od Jerzykowskich pochodzą Baranowscy herbu Ostoja.

## Najstarsze świadectwa źródłowe dotyczące rodu
Poniżej wymienione są wybrane świadectwa źródłowe dotyczące Jerzykowskich herbu Ostoja oraz wsi gniazdowej Jerzykowa, do połowy XV wieku.
- Pierwsza wzmianka o wsi Jerzykowo występuje w dokumencie z 28 V 1235 roku, w którym książę Władysław Odonic nadał wieś Vehne zamieszkałą przez ród Jerzyka kościołowi poznańskiemu[7].

- Według Stanisława Kozierowskiego w końcu XIV wieku Jerzykowo wraz z wsią Kowalskie stanowiły siedlisko rodu Czewojów[8].

- Pierwszym Jerzykowskim należącym do rodu Ostojów był występujący w źródłach, w latach 1378-1390, Mikołaj z Jerzykowa[9], kasztelan ostrowski, który w roku 1380 oddał wieś Gortatowo koło Swarzędza kapitule katedry poznańskiej w zamian za wieś Jurzykowo z młynem[10]. Mikołaj od nowo nabytych dóbr począł się pisać z Jerzykowa[2].

- W Jerzykowie, w 1389 roku, występował Naram Ostrowski z Jerzykowa. Być może Naram był bliskim krewnym Mikołaja z Jerzykowa, kasztelana ostrowskiego (stąd nazwisko Narama Ostowski)? Ten sam Naram (właściwie Paweł Naram) występował w latach 1387-1390 jako właściciel dóbr w Baranowie. Być może ten sam Naram w roku 1393 był właścicielem Sierosławia, a w latach 1396-99 zastawnym posiadaczem Rosnowa[11].

- Mikołaj z Jerzykowa, kasztelan ostrowski, w roku 1390 prowadził spór o 15 grzywien z Pawłem Naramem z Baranowa[12].

- W księgach grodzkich i ziemskich poznańskich w roku 1422 występuje Adam, dziedzic Kowalskich i Jerzykowa[13].

- W księgach grodzkich i ziemskich gnieźnieńskich występują w roku 1449 bracia Piotr i Aleksander z Jerzykowa[14].

## Majątki ziemskie należące do rodu
Poniżej wymienione są ważniejsze dobra ziemskie należące do Jerzykowskich h. Ostoja.
Jerzykowo, Gortatowo, Szyszłowo, Kowalskie, Komorowo, Baranowo, Kozarzew, Gorazdowo, Borkowo, Psarskie, Kościeszki, Białężyn, Oborzyska, Rosnowo, Jarosławiec, Błażkowa, Wilanowiec, Niewierz.

## Przedstawiciele rodu
- Mikołaj z Jerzykowa Jerzykowski (zm. po 1390) - dziedzic Gortatowa i Jerzykowa, kasztelan ostrowski.

- Jan Jurzykowski (zm. po 1478) - dziedzic dóbr w Jerzykowie i Graboszewie[22], ksiądz, pleban we Wronczynie[23], rektor kościoła parafialnego w Graboszewie[24].

- Aleksander Irzykowski (zm. po 1516) - dziedzic Jerzykowa, Kowalskich i Komorowa, podwojewodzi kaliski, burgrabia ziemski koniński, burgrabia zamku łowickigo. Był synem Szymona i Katarzyny, dziedziców w Jerzykowie. Wyekwipował dwóch żołnierzy ze swoich dóbr na wołoską wyprawę wojenną w 1497 roku[25].

- Wojciech Jerzykowski (Baranowski) (zm. przed 1582) - właściciel dóbr ziemskich w Kozarzewie, Gorazdowie, Borkowie i Psarskich.

- Dobrogost Jerzykowski (Irzykowski, Baranowski) (zm. po 1597) - dziedzic w Kozarzewie, burgrabia ziemski koniński. Był synem Wojciecha Jerzykowskiego i Katarzyny Iwieńskiej[1].

- Maciej Jerzykowski (zm. po 1659) - regent kancelarii grodzkiej poznańskiej[26].

- Jan Franciszek Jerzykowski (Irzykowski) (zm. przed 1702) - dziedzic Łosińca, Kościeszek, Białężyna, Oborzysk i innych, burgrabia grodzki poznański, regent grodzki poznański, pisarz grodzki kościański. Był synem Andrzeja i Heleny z Wilkowskich. W związki małżeńskie wstępował kilkukrotnie. Jego pierwszą małżonką była Marianna Katarzyna Komorowska, córka Stanisława i Zofii z Rostrzębowa Obodowskiej[27], drugą Urszula Szołdrska, córka Marcina i Zofii z Cieleckich[28] a trzecią Agnieszka Rolanka Bratuska, córka Samuela i Jadwigi Pruskiej, wdowa po Walentynie Raczyńskim[29].

- Andrzej Jerzykowski (zm. po 1679) - dziedzic Kościeszek, ksiądz. Był synem Andrzeja i Jadwigi Katarzyny Wolskiej. Jego bratem przyrodnim był Jan Franciszek Jerzykowski. Sprzedał swoją część w Kościeszkach bratu Marcinowi w 1679 roku[15].

- Stafan Jerzykowski (zm. po 1752) - dziedzic Oborzysk, burgrabia grodzki poznański. Był synem Jana Franciszka Jerzykowskiego, pisarza grodzkiego kościańskiego i Urszuli Szołdrskiej[17].

- Antoni Jerzykowski (1819-1889) - profesor, doktor, polski filolog klasyczny, pedagog. Ojciec Stanisława Jerzykowskiego. Jego małżonką była Rozalia Zwolska[30].

- Marceli Tadeusz Jerzykowski (1842–1884) - urzędnik Królestwa Polskiego, rachmistrz II kl. Biura Kontroli i Rachunkowości w Komisji Rządowej Spraw Wewnętrznych i Duchownych, rachmistrz w Sekcji Rachuby Wydziału Wyznań Komisji Rządowej Wyznań Religijnych i Oświecenia Publicznego, sekretarz kolegialny[31], intendent aleksandryjskiego instytutu wychowania panien[32]. Był synem Franciszka i Katarzyny Kosteckiej[33]. Ożenił się z Julią Krystyną Henrich w 1837 roku[34].

- Stanisław Jerzykowski (1847-1927)[35] - polski lekarz, działacz społeczny. Syn prof. Antoniego Jerzykowskiego i Rozalii ze Zwolskich. Mąż Marii Jadwigi Jagielskiej[36].

- Karol Irzykowski (1873-1944) - polski krytyk literacki i filmowy, poeta, prozaik, dramaturg, teoretyk filmu, tłumacz, szachista. Był synem Czesława Irzykowskiego i Julianny z Ławrowskich.

- Zbigniew Jerzykowski (1881-1937) - doktor filozofii, starosta chodzieski i poznański, prezes Związku Starostów w województwie poznańskim, członek Sejmiku Wojewódzkiego, właściciel Wilanowca. Odznaczony orderem Polonia Restituta, Złotym Krzyżem Zasługi i orderem "Korony Humullskiej". Był synem Stanisława Jerzykowskiego i Marii z Jagieiskich[37].